# Ніл Ґейман
Ніл Річард Мак-Кіннон Ґейман (англ. Neil Richard MacKinnon Gaiman; нар. 10 листопада 1960, Портчестер, Велика Британія) — англійський письменник-фантаст, автор численних романів, графічних новел, коміксів та кіносценаріїв. Його найвідомішими роботами є серія коміксів «Пісочний чоловік», романи «Зоряний пил», «Американські боги», «Кораліна» та «Книга кладовища». Ґейман — лауреат численних літературних нагород, таких як премія «Г'юго», премія «Неб'юла» та премія Брема Стокера, медалей Ньюбері та Карнегі. Він є першим письменником, якому вдалося завоювати медалі Ньюбері та Карнегі за один і той самий роман — «Книга кладовища». 2013 року Ґейман отримав Британську національну літературну премію за роман «Океан у кінці вулиці».

## Біографія
Сім'я Ніла Ґеймана — польсько-єврейського та східноєвропейсько-єврейського походження. Його прадідусь емігрував з Антверпену, Бельгія, до Великої Британії до 1914 року, а його дідусь врешті-решт оселився на півдні Англії у місті Портсмут у графстві Гемпшир, де заснував мережу продуктових магазинів. Його батько, Дейвід Бернард Гейман, працював у тій самій мережі магазинів, а його мати, Шейла Ґейман (уроджена Голдман), була фармацевткою. У Ніла Ґеймана є дві молодші сестри, Клер і Ліззі. Ґейман народився 10 листопада 1960 року у місті Портчестер, графство Гемпшир, де деякий час жила його сім'я. 1965 року Ґеймани переїхали до міста Іст-Грінстед у Західному Сассексі, де його батьки вивчали діанетику у місцевому центрі саєнтології; одна з сестер Ґеймана працює у церкві саєнтології у Лос-Анджелесі. Його інша сестра, Ліззі Калціолі, сказала: «Більша частина нашої соціальної діяльності була пов'язана з саєнтологією або з нашою юдейською сім'єю. Було дуже заплутано, коли мене питали про мою релігію у дитинстві. Я казала: „Я — юдейка-саєнтологиня.“». Ґейман каже, що він — не саєнтолог, і що саєнтологія, як і юдаїзм, — це релігія його сім'ї. Про свої власні погляди він заявив: «Я вважаю, ми можемо сказати, що Бог існує у Всесвіті DC. Я не став би публічно та з ентузіазмом підтримувати ідею існування Бога у цьому Всесвіті. Я не знаю, я думаю, що шанси ймовірно — 50 на 50. Для мене це не має значення.».
У чотирирічному віці Ґейман вже вмів читати. Він сказав: «Я був читачем. Я любив читати. Читання приносило мені задоволення. Я добре знав більшість предметів у школі не тому, що я мав якісь особливі здібності до них, а тому, що зазвичай у перший шкільний день нам видавали підручники і я читав їх, що означало, що я знав наперед, що буде, бо вже прочитав це.». Коли йому було приблизно 10 років, Ґейман читав твори Денніса Вітлі «Ка Гіффорда Гілларі» (англ. The Ka of Gifford Hillary) і «Переслідування Тобі Джагга» (англ. The Haunting of Toby Jugg) особливо вплинули на нього. Твір, який мав винятковий вплив на нього, — «Володар перснів» Джона Р. Р. Толкіна. У шкільній бібліотеці були лише перші два томи роману, тому коли юний Ґейман невдовзі виграв шкільний приз з англійської мови і шкільний приз за читання, він щонайперше придбав третій том роману.
На свій сьомий день народження Ґейман отримав серію «Хроніки Нарнії» К. С. Льюїса. Він пізніше сказав: «Я захоплювався його використанням вставних висловлювань до читача, де він просто розмовляє з вами... Я думав: „О боже, це так круто! Я хочу так робити! Коли я стану письменником, я хочу мати можливість писати у дужках.“. Мені сподобалася могутність написання речей у дужках.». «Нарнія» також познайомила його з літературними преміями, зокрема з медаллю Карнегі, яку отримав заключний том у 1956 році. Коли сам Ґейман виграв медаль Карнегі у 2010 році, преса цитувала його слова: «це — найважливіша літературна нагорода, яка колись була» і «якщо ви можете зробити семирічного себе щасливим, у вас справді все гаразд; це як написати листа собі у віці семи років ».
«Алісині пригоди у Дивокраї» Льюїса Керрола — інша улюблена книга дитинства Ґеймана і «улюблена назавжди. „Аліса“ була читанням за замовчуванням до тієї межі, що я знав її напам'ять». У дитинстві йому також подобалися комікси про Бетмена.
Ґейман навчався у декількох школах Англіканської церкви, серед яких школа Фонтгілл (англ. Fonthill School) у Іст-Грінстед, Ардінглай-коледж (1970—1974), школа Вітгіфт у місті Кройдон (1974—1977). Через те, що батько Ґеймана був офіційним представником церкви саєнтології, семирічного Ґеймана не прийняли до школи для хлопців, тому він був вимушений продовжити навчання у школі, яку відвідував до цього. У 1965—1980 і 1984—1987 роках жив у місті Іст-Грінстед.
Ґейман зустрів свою першу дружину, Мері Макґрат (англ. Mary McGrath), коли вона вивчала саєнтологію і жила в Іст-Грінстеді у будинку, який належав його батькові. Вони одружилися 1985 року, після народження їхньої першої дитини, Майкла.
У 1992 році письменник переїхав з Англії до Сполучених Штатів.

## Кар'єра

### Журналістика, ранні твори і літературний вплив
У дитинстві та підлітковому віці Ґейман читав твори К. С. Льюїса, Джона Р. Р. Толкіна, Мері Шеллі, Редьярда Кіплінга, Едгара Аллана По, Майкла Муркока, Алана Мура, Урсули Ле Ґуїн, Гарлана Еллісона, лорда Дансені та Г. К. Честертона. Коли йому було 19-20 років, Ґейман написав листа своєму улюбленому письменнику у жанрі наукової фантастики Р. А. Лафферті з проханням дати йому пораду як стати письменником і додав власний пастиш у стилі Лафферті. Письменник надіслав Ґейману інформативного і заохочувального листа у відповідь разом з літературною порадою.
За словами самого Ґеймана, Роджер Желязни мав найбільший вплив на нього, цей вплив можна помітити у літературному стилі Ґеймана та у темах, які він піднімає. До інших авторів, які вплинули на нього, відносяться: Муркок, Еллісон, Семюел Ділейні, Анджела Картер, Лафферті і Ле Ґуїн. Він також брав натхнення з народних казок, відмітивши, що на створення короткої повісті «Істина — печера в Чорних горах…» вплинула збірка легенд острова Скай письменниці Отти Флори Свайр.
Після закінчення школи в 1977 році Ґейман відмовився від можливості отримати вищу освіту на користь журналістики. Він почав проводити інтерв'ю і писати відгуки на книжки, намагаючись дізнатися якомога більше про світ і завести корисні знайомства, які пізніше зможуть допомогти йому з публікаціями. Він багато писав для Британського фентезійного товариства. Однак пройшло шість років, перш ніж його перша професійна публікація, інтерв'ю з Робертом Сілвебергом, 1984 року опублікувало англійське видання журналу «Penthouse». У травні цього ж року вийшло перше оповідання автора — «Пошук пера» (англ. Featherquest), надруковане на сторінках журналу «Imagine».
Чекаючи потяг на станції Лондон-Вікторія 1984 року, Ґейман примітив випуск коміксу «Болотяна істота» Алана Мура і уважно його прочитав. Свіжий та енергійний підхід Мура до коміксів настільки вразив Ґеймана, що він пізніше написав, що «це стало останньою краплею, все, що лишилося від мого опору — зникло. Я продовжив регулярно та часто відвідувати магазин Forbidden Planet у Лондоні, щоб купити комікси».
Того ж року він написав свою першу книжку, біографію гурту «Duran», а також книгу з цитатами «Неймовірно жахливо» (англ. Ghastly Beyond Belief) разом з Кімом Ньюманом. Хоча Ґейман не був задоволений своєю роботою, перше видання книги розпродалося дуже швидко. Коли він пішов відмовитися від своїх прав на книгу, то з'ясував, що видавець збанкрутував. Після цього письменнику запропонували роботу в журналі «Penthouse», проте він відмовився.
Він також брав інтерв'ю та писав статті для багатьох британських журналів, включаючи «Knave». У той час він інколи використовував псевдоніми, серед яких Джеррі Масгрейв (англ. Gerry Musgrave), Річард Грей (англ. Richard Grey) та інші. Ґейман сказав, що завершив свою кар'єру журналіста 1987 року, бо британські газети постійно друкують неправду, видаючи її за факти.
Наприкінці 1980-х років він написав книгу «Не панікуйте: Офіційний додаток до путівника мандрівника автостопом по галактиці», відмітивши, що вона написана у класичному британському гумористичному стилі. Після цього він написав початок твору, який пізніше став комічним романом «Добрі передвісники», написаним у співавторстві з письменником Террі Пратчеттом.

### Комікси
Після того, як Ґейман і Алан Мур стали друзями, Ґейман також почав писати комікси. Він підхопив комікси про Міраклмена, коли Мур закінчив займатися цією серією. Ґейман з художником Марком Бакінгемом працювали разом над декількома випусками, але видавець серії «Eclipse Comics» раптово зазнав краху і проєкт не було завершено. Першими опублікованими коміксами Ґеймана стали чотири історії з серії «Футурошоки» для журналу «2000 AD» у 1986—1987 роках. Він написав три графічні романи зі своїм давнім другом і улюбленим співавтором Дейвом Мак-Кіном: «Рипучі футляри», «Сигнал до шуму» і «Трагічна комедія або комічна трагедія містера Панча». Компанія «DC Comics» була вражена його творами і найняла його у лютому 1987 року. Для «DC Comics» Ґейман створив серію «Чорна орхідея». Редакторка коміксів Карен Бергер, котра пізніше стала головою імпринту «Vertigo», який належить видавництву «DC Comics», прочитала «Чорну орхідею» і запропонувала Ґейману роботу: написати нову серію коміксів про старого персонажа Пісочного чоловіка, додавши власну інтерпретацію персонажа.
«Пісочний чоловік» розповідає про антропоморфну персоніфікацію Сну, також відомого як Морфей. Випуск серії розпочався у січні 1989 року і завершився у березні 1996 року. У восьмому випуску Ґейман і художник Майк Дрінгенберг ввели старшу сестру Сну Смерть, яка стала такою ж популярною, як і головний персонаж серії. Спін-оф про Смерть, також створений Ґейманом і Дрінгенбергом, вийшов 1993 року під назвою «Смерть: Висока ціна життя» і став першим коміксом, виданим імпринтом «Vertigo». 75 випусків основної серії зі спеціальним випуском, який містив сім додаткових історій, складають 12 томів, які до сих пір видаються, або 14 томів, включаючи спін-офи «Смерть: Висока ціна життя» та «Смерть: Час твого життя». Художниками серії були Сем Кіт, Майк Дрінгенберг, Джілл Томпсон, Шон Макманус, Марк Гемпел і Майкл Зуллі, текст малював Тодд Клейн, кольорами займався Деніел Воззо (англ. Daniel Vozzo), обкладинками — Мак-Кін. Серія стала однією з найбільш популярних серій компанії «DC Comics», затьмаривши навіть серії про Бетмена та Супермена. Історик коміксів Лес Деніелс назвав твір Ґеймана «дивовижним», відмітивши, що «Пісочний чоловік» — це «таке поєднання фентезі, горору та іронічного гумору, яке комікси ще ніколи не бачили». Письменник та керівник «DC Comics» Пол Левіц сказав, що «„Пісочний чоловік“ став першим надзвичайним успіхом серед серій графічних романів, який знаходив нових читачів, особливо молодих жінок з коледжів, зробивши Геймана знаковою культурною фігурою».
У 2020 перші три книги «Пісочного чоловіка» були адаптовані як аудіодрама для сервісу Audible. Голосом Пісочного чоловіка став Джеймс МакЕвой, сам Ґейман озвучив оповідача.
Ґейман і Джеймі Ділейно мали стати співавторами серії «Болотне створіння» після Ріка Вейтча, проте через рішення редакції «DC» накласти цензуру на останній сюжет Вейтча обидва письменника відмовилися від роботи над серією.
У 1989 році Ґейман створив дві історії для серії «DC» «Таємні витоки» — про Отруйний Плющ (художник Марк Бакінгем) і Загадника (художники Берні Міролт і Метт Вагнер). Того ж року він написав історію для серії «Action Comics Weekly», яка не була опублікована одразу через занепокоєння редакції, проте зрештою вийшла 2000 року під назвою «Зелений Ліхтар / Супермен: Легенда про зелене полум'я».
У 1990 році Ґейман написав мінісерію з чотирьох частин «Книги Магії», яка стала туром по міфологічній та магічній частині Всесвіту DC через обрамлення про англійського підлітка, який дізнається, що йому судилося стати найкращим чарівником у світі. Мінісерія стала дуже популярною і стала початком серії, яка продовжується досі і яку пише Джон Ней Рібер.
Розробка адаптації Ґеймана про Свіні Тодда з ілюстраціями Майкла Зуллі для коміксу «Табу» була зупинена через припинення публікації антології.
У середині 1990-х років він також створив декількох нових персонажів для видавництва «Tekno Comix». Ідеї Ґеймана пізніше були змінені і розбиті на три комікси: «Леді Справедливість», «Містер Герой — чоловік-ньюматік» і «Текнофейдж». Хоча ім'я Ґеймана було вказано як автора персонажів, насправді він не брав участі у написанні цих книг.
Ґейман написав напівавтобіографічну історію про хлопчика, який захопився анти-героєм Майкла Муркока Елріком з Мелнібоне для антології Еда Крамера «Історії білого вовка» (англ. Tales of the White Wolf). У 1996 році Ґейман і Крамер стали співредакторами антології «Пісочний чоловік. Книга снів», над якою також працювали Торі Еймос, Клайв Баркер, Джин Вулф, Тед Вільямс та інші.
На питання чому він любить комікси більше за всі інші форми художніх творів, Ґейман відповів: «Однією з радощів коміксів зівжди було знання того, що багато в чому вони були недоторканим полем. Це була незаймана територія. Коли я працював над „Пісочним чоловіком“, більшу частину часу я відчував, що я насправді брав мачете і вирушав у джунглі. Я писав таке і робив такі речі, які до мене не робив ніхто. Коли я пишу роман, я болісно усвідомлюю, що я пишу у сфері, у якій люди пишуть блискучі речі, від яких падає щелепа, вже приблизно три-чотири тисячі років. Знаєте, ви можете повернутися. В нас є такі речі, як „Золотий осел“. І ви продовжуєте, ну, я не знаю, чи в мене виходить так само чудово, а йому [твору] дві з половиною тисячі років. Проте з коміксами я відчував, що я можу робити те, що до мене ніхто не робив. Я може робити те, про що ніхто не думав. І я міг, і це було надзвичайно весело».
Ґейман написав дві серії для видавництва «Marvel Comics». Обмежена серія з восьми випусків «Марвел 1602» виходила з листопада 2003 року до червня 2004 року (художники — Енді Куберт і Рішар Ісанов). Обмежена серія з семи випусків «Вічні» публікувалася з серпня 2006 року до березня 2007 року (художник — Джон Роміта молодший).
У 2009 році Ґейман написав історію про Бетмена з двох частин для «DC Comics» під назвою «Бетмен. Що трапилося з хрестоносцем у плащі?», яка стала продовженням сюжетної арки «Batman R.I.P.». Назва коміксу відсилає до класичної історії про Супермена «Супермен. Що трапилося з людиною завтрашнього дня?» Алана Мура. Ґейман також брав участь у створенні серії з дванадцяти частин про Метаморфо (художник — Майк Оллред) для щонедільної антології «Wednesday Comics». Ґейман і Пол Корнелл разом написали випуск «Action Comics № 894» (грудень 2010), де з'явилася Смерть. У жовтні 2013 року «DC Comics» випустило приквел до серії про Пісочного чоловіка під назвою «Пісочний чоловік. Увертюра» (художник — Джеймс Вільямс III). У 2013 році персонаж Ґеймана Анжела з'явився у Всесвіті Марвел в останньому випуску мінісерії «Ера Альтрона».
Ґейман наглядає за низкою коміксів «Всесвіт Пісочного чоловіка». Серія почала виходити 8 серпня 2018 року.
У 2019 вийшла комікс-версія оповідання «Сніг, скло, яблука»

### Романи

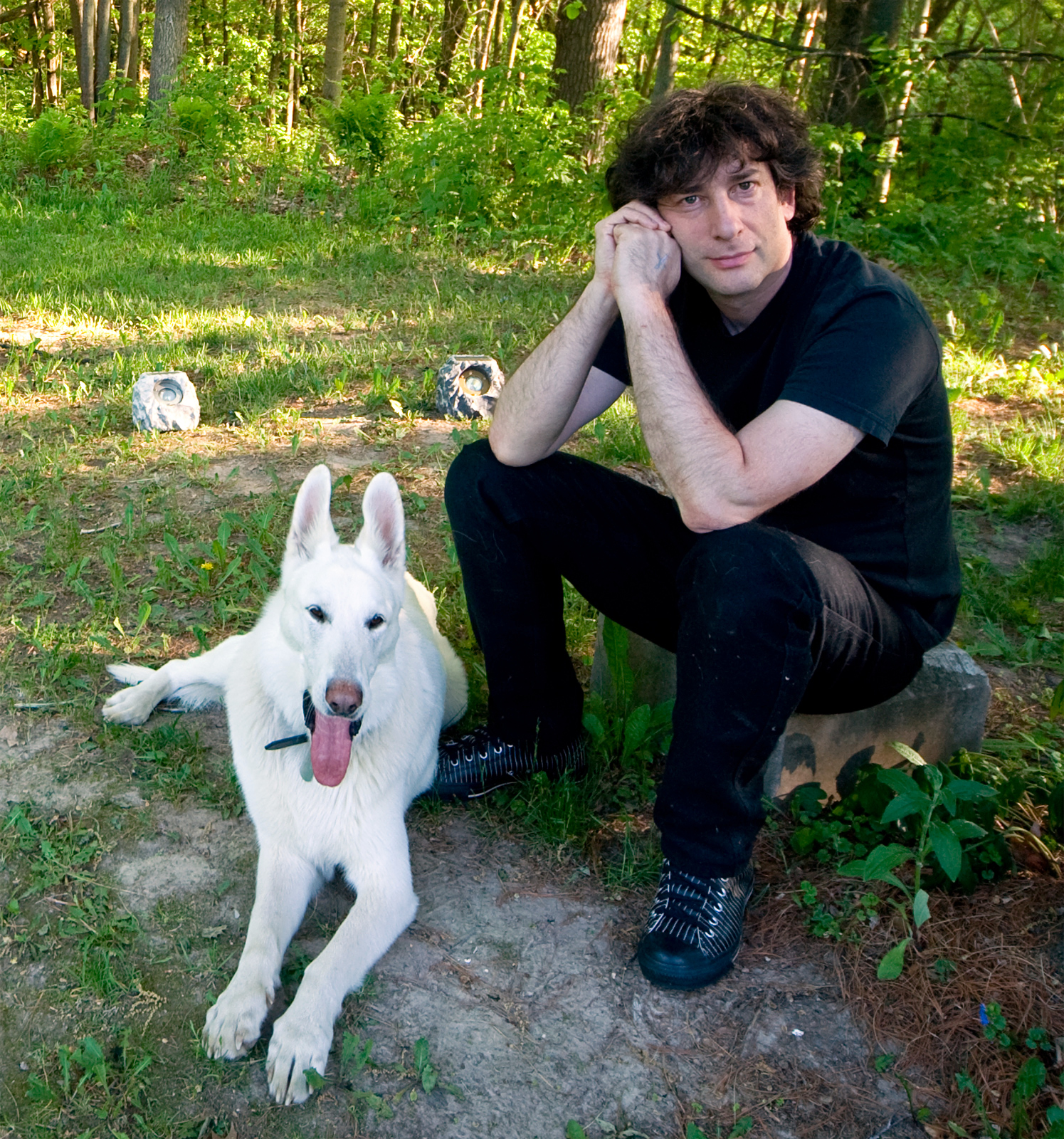
Ґейман у 2009 році

У 1990 році був опублікований перший роман Ґеймана «Добрі передвісники», написаний у співавторстві з Террі Пратчеттом, найбільш відомим своєю серією «Дискосвіт». У 2011 році Ґейман сказав, що хоча твір був написаний спільними зусиллями, і більшість ідей була створена разом, Пратчетт написав та відредагував більшу частину тексту, через зайнятість Ґеймана коміксом «Пісочний чоловік».
Першим романом Ґеймана, написаним самостійно, стала однойменна новелізація телесеріалу «Небудь-де», створеного Ґейманом. Роман був опублікований у період показу телесеріалу восени 1996 року, проте містив деякі суттєві відмінності. З тих пір Ґейман двічі переписував роман, один раз — для американської аудиторії, незнайомої з Лондонським метрополітеном, а другий — через своє незадоволення оригінальним твором.
У 1999 році вийшов фентезійний роман «Зоряний пил», нагороджений Міфопоетичною премією. Він також був опублікований у ілюстрованому виданні. Роман був написаний під впливом Вікторіанських казок та культури.
У 2001 році вийшов роман «Американські боги», який став одним з найбільш популярних творів Ґеймана і приніс письменникові «Г'юго», премію імені Брема Стокера, а в квітні 2002 року й «Неб'юлу». Особливе видання до 10-річчя роману було на 12 тис. слів довшим за звичайне видання.
Хоча Ґейман не написав прямого продовження «Американських богів», деякі з персонажів роману з'являються в інших творах письменника. Подорож Тіні Європою згадується у оповіданні, у якому він знаходиться у Шотландії. Роман 2005 року «Дітлахи Анансі» розповідає про відносини між синами Анансі (пана Нансі), один з якийх — напівбожество, а інший — невибагливий англієць, які разом досліджують своє коріння. Книга зайняла перше місце у списку бестселерів «Нью-Йорк таймс».
Наприкінці 2008 року вийшов дитячий фентезійний роман Ґеймана «Книга кладовища». Він розповідає про пригоди хлопчика на ім'я Ніх, сім'ю якого було вбито і він вимушений зростати на кладовищі. На створення книги сильно вплинув збірник оповідань «Книга джунглів» Редьярда Кіплінга. Роман Ґеймана провів у дитячому списку бестселерів «Нью-Йорк таймс» п'ятнадцять тижнів до січня 2009 року.
У 2013 році роман «Океан у кінці вулиці» був обраний Книгою року Британської книжкової премії., а також нагороджений як вибір року на сайті Goodreads. Роман розповідає про чоловіка, який повертається до рідного міста і згадує події, які почали відбуватися сорок років тому. Серед тем, які підіймає книга, — самовідчуття та порушений зв'язок між дитинством та дорослим життям.
У вересні 2016 року Ґейман оголосив, що вже декілька років працює над переказом германо-скандинавської міфології. Книга «Скандинавська міфологія» вийшла у лютому 2017 року.
Окрім романів письменник опублікував близько двох сотень оповідань, найкращі з яких ввійшли до збірки «Ангели і відвідування» (1994), «Дим і дзеркала» (1998) тощо. Окрім того, дитяча повість «Кораліна» (2002) здобула премію Британської асоціації фантастики та багато інших нагород. Ще він захоплюється музикою і пише тексти пісень для англійських і американських гуртів.

### Кіно та сценарії
1996 року Ґейман став сценаристом фентезійного міні-серіалу «Небудь-де» (за мотивами власного роману) для BBC. Разом із Дейвом Мак-Кіном, який також займав місце режисера, письменник став співрежисером фентезійного фільму Дзеркальна маска (2005). Окрім того, Ґейман працював над локалізацією англійського перекладу сценарію японського анімаційного фільму «Принцеса Мононоке».
У співавторстві з Роджером Евері письменник написав сценарій для фільму Роберта Земекіса «Беовульф» (2007), екранізації однойменної середньовічної епічної поеми. Співпраця виявилася настільки вдалою, що Ґейман невдовзі висловив бажання знову поєднати зусилля з Роджером Евері при написанні сценарію для кіноадаптації «Епосу про Гільгамеша».
Незважаючи на те, що Джозеф Майкл Стражинскі написав левову частку сценаріїв для науково-фантастичного серіалу «Вавилон-5», Ніл Ґейман став сценаристом одного з епізодів — День мертвих, що входить до складу п'ятого сезону.
Ґейман також написав щонайменше три версії сценарію для екранізації роману Нікольсона Бейкера «Фермата». Режисером стрічки мав стати Роберт Земекіс, який, однак, відклав проєкт через роботу над мультфільмом «Полярний експрес» та фентезійною драмою «Беовульф».
Ґейман знявся у документальному фільмі «Герої коміксів знімають маски», який 2003 року транслювався на телеканалі «History Channel».
Письменнику також вдалося екранізувати декілька власних книг. Зокрема, у серпні 2007 року відбулася прем'єра фільму «Зоряний пил», режисером якого став Метью Вон, а головні ролі виконали Чарлі Кокс, Роберт де Ніро, Мішель Пфайффер та Клер Дейнс. 6 лютого 2009 року світ побачив ляльковий мультиплікаційний фільм «Кораліна у світі кошмарів»; місце режисера зайняв Генрі Селік, а головні ролі озвучили Дакота Феннінг та Тері Гетчер.
2007 року Ґейман повідомив, що після десяти років розробки нарешті розпочнеться зйомка повнометражного фільму «Смерть: Ціна життя», яку здійснить кінокомпанія «Warner Independent»; водночас Ніл Ґейман виконуватиме одночасно роль сценариста та режисера, Дон Мерфі та Сюзан Монтфорд стануть продюсерами стрічки, а місце виконавчого продюсера займе Гільєрмо дель Торо. 2010 року стало відомо, що роботу над фільмом призупинено.
Театральна трупа «Seeing Ear Theatre» записала в аудіоформаті дві театральні п'єси, створені на основі оповідань Ніла Ґеймана «Сніг, скло, яблука» (переказ казки про Білосніжку) та Таємниці вбивств (розповідь про перший злочин в раю, що трапився ще до гріхопадіння людей). Обидва оповідання увійшли до збірки «Дим і дзеркала» (1998).
Готується екранізація роману Ніла Ґеймана «Книга кладовища», який 2009 року здобув медаль Джона Ньюбері; режисером стрічки стане Рон Говард. 2015 року з'явилася інформація, що кіностудія «Fox» збирається екранізувати ще один дитячий роман письменника — «На щастя, молоко». Сценаристом кіноадаптації стане Брет Мак-Кензі, продюсером — Джонні Депп, а режисерське місце займе Едгар Райт.
Ґейман написав сценарій четвертого епізоду шостого сезону науково-фантастичного телесеріалу «Доктор Хто» з Меттом Смітом у головній ролі. У серпні 2010 року розпочалися зйомки епізоду, який спочатку мав назву «Будинок нічого», але згодом отримав назву «Дружина Доктора». Прем'єра відбулася 2011 року, а вже наступного року епізод здобув премію «Г'юго» за найкращу драматичну постановку. Невдовзі Ґейман написав сценарій для ще одного епізоду — Срібний жах), прем'єра якого відбулася 11 травня 2013 року.
2011 року стало відомо, що Ґейман візьметься за сценарій для нової кіноверсії китайського роману «Подорож на Захід».
Ґейман зіграв самого себе в одному з епізодів «Сімпсонів» — «Книжкове діло» (англ. The Book Job), який транслювався 20 листопада 2011 року.
Також Ніл Ґейман зіграв самого себе в серіалі «Теорія великого вибуху» (11 сезон, 21-а серія).
У 2016—2018 роках транслювався телесеріал «Люцифер», що зображує персонажів, яких першопочатково створив Ніл Ґейман для «Vertigo».
2017 року вийшла екранізація науково-фантастичного оповідання Ніла Ґеймана «Як розмовляти з дівчатами на вечірках».
30 квітня 2017 року на телеканалі «Starz» відбулася прем'єра серіалу «Американські боги», що знятий на основі однойменної книги письменника.. Другий сезон вийшов у 2019, шоуранером другого сезону був сам Ніл Ґейман. Третій (і ймовірно завершальний сезон) очікується в 2020.
Ніл Ґейман також був шоуранером Добрі передвісники (мінісеріал), екранізації роману «Добрі передвісники», написаного спільно з Террі Пратчеттом.

## Особисте життя
Ґейман одружувався двічі, у нього троє дітей від першого шлюбу. Колишня дружина — Мері МакҐрат. У 2022 Ґейман розлучився з Амандою Палмер, американською музиканткою,  солісткою гурту The Dresden Dolls. У вересні 2015 року в них народився син, Еш.
У 2024 році був звинувачений у сексуалізованому насильстві 

## Активізм
У 2016 році Ґейман разом з Кейт Бланшетт, Чиветелом Еджіофором, Пітером Капальді, Дугласом Бутом, Джессі Айзенбергом, Кірою Найтлі, Джульєт Стівенсон, Кітом Гарінґтоном та Стенлі Туччі знявся у відео «Що вони беруть з собою» від Агентства ООН у справах біженців УВКБ ООН, щоб допомогти підвищити обізнаність про проблему глобальних біженців.
У 2022 році під час Російського вторгнення в Україну Ніл Ґейман підтримав Україну, написавши у твітері, що не бажає відновлювати контракти з російськими видавництвами, а також закликав донатити українським біженцям.

## Обрана бібліографія

### Комікси
- «Рипучі футляри» (англ. Violent Cases; 1987)
- «Чорна орхідея[en]» (англ. Black Orchid; 1988—1989)
- «Пісочний чоловік» (англ. The Sandman; 1989—1996)
- «Книги Магії[en]» (англ. The Books of Magic; 1991)
- «Сигнал до шуму» (англ. Signal to Noise; 1992)
- «Трагічна комедія або комічна трагедія містера Панча» (англ. The Tragical Comedy or Comical Tragedy of Mr. Punch; 1994)
- «Арлекін Валентин» (англ. Harlequin Valentine; 2001)
- «Марвел 1602[en]» (англ. Marvel 1602; 2004)

### Романи
Написані самим автором
- «Небудь-де» (англ. Neverwhere; 1996)
- «Зоряний пил» (англ. Stardust; 1998)
- «Американські боги» (англ. American Gods; 2001)
- «Кораліна» (англ. Coraline; 2002)
- «Дітлахи Анансі» (англ. Anansi Boys; 2005) — продовження «Американські боги»
- «Книга кладовища» (англ. The Graveyard Book; 2008)
- «Океан у кінці вулиці» (англ. The Ocean at the End of the Lane; 2013)
- «Сім сестер» (англ. The Seven Sisters; 15 вересня 2020) продовження «Небудь-де»

Написані у співавторстві
- «Добрі передвісники» (англ. Good Omens; 1990) у співавторстві з Террі Пратчеттом
- «Межисвіття» (англ. Interworld; 2007) у співавторстві з Майклом Рівзом
- «Срібляста мрія» (англ. The Silver Dream; 2013) у співавторстві з Майклом Рівзом та Мелорі Рівз
- «Коліща вічності» (англ. Eternity's Wheel; 2015) у співавторстві з Майклом Рівзом та Мелорі Рівз

### Збірки оповідань та поезії
- «Ангели та відвідування» (англ. Angels and Visitations; 1993)
- «Дим і дзеркала» (англ. Smoke and Mirrors; 1998)
- «Крихкі речі» (англ. Fragile Things; 2006)
- «М — означає Магія» (англ. M Is for Magic; 2007)
- «Обережно, тригери!» (англ. Trigger Warning: Short Fictions and Disturbances; 2015)

### Дитячі книжки
- «День, коли я обміняв свого батька на дві золоті рибки» (англ. The Day I Swapped My Dad for Two Goldfish; 1997)
- «Вовки у стінах» (англ. The Wolves in the Walls; 2003)
- «Мелінда» (англ. Melinda; 2005)
- «ДзеркалоМаска» (англ. MirrorMask; 2005)
- «Одд та морозні велетні» (англ. Odd and the Frost Giants; 2008)
- «Небезпечна абетка» (англ. The Dangerous Alphabet; 2008)
- «Чорнична дівчинка» (англ. Blueberry Girl; 2009)
- «Божевільне волосся» (англ. Crazy Hair; 2009)
- «Інструкції» (англ. Instructions; 2010)
- «День Чу» (англ. Chu's Day; 2013)
- «На щастя, молоко» (англ. Fortunately, the Milk; 2013)
- «Перший день Чу в школі» (англ. Chu's First Day of School; 2014)
- «Гензель і Ґретель» (англ. Hansel and Gretel; 2014)
- «Спляча і веретено» (англ. The Sleeper and the Spindle; 2014)

### Публіцистика
- «Дюран Дюран: перші чотири роки чудесної п'ятірки» (англ. Duran Duran: The First Four Years of the Fab Five; 1984) — біографія поп-гурту Duran Duran, видавництво Proteus Publishing
- «Неймовірно жахливо» (англ. Ghastly Beyond Belief; 1985) — цитати з науково-фантастичних романів, фільмів та реклами, відредаговано Нілом Ґейманом та Кімом Ньюманом, видавництво Arrow
- «Не панікуйте: Офіційний додаток до путівника мандрівника автостопом по галактиці» (англ. Don't Panic: The Official Hitchhiker's Guide to the Galaxy Companion; 1988) — «посібник» до культової комічної трилогії Дугласа Адамса Путівник Галактикою, видавництво Titan Books
- «Створюйте гарне мистецтво» (англ. Make Good Art; 2013) — видавництво William Morrow
- «Вид з дешевого місця» (англ. The View from the Cheap Seats; 2016) — видавництво William Morrow
- «Скандинавська міфологія» (англ. Norse Mythology; 2017)

## Обрані нагороди
- Премія Г'юґо
- Премія Неб'юла
- Премія Брема Стокера
- Медаль Джона Ньюбері
- Медаль Карнегі
- Премія Локус
- Премія «Ґеффен» (2000, 2003, 2004, 2006 та 2016 рр.)
- Всесвітня премія фентезі за найкращий твір короткої форми

## Переклади українською
Романи, збірки оповідань
- Ніл Ґейман. Обережно, тригери! (збірка оповідань). Переклад з англійської: Максим Бакалов. Київ: KM Publishing, 2017. 368 стор. ISBN 978-617-7489-25-1
- Ніл Ґейман. Небудь-де. Переклад з англійської: Віталій Ракуленко. Київ: KM Publishing, 2017. 432 стор. ISBN 978-617-7489-54-1
- Ніл Ґейман. Зоряний пил. Переклад з англійської: Дмитро Кушнір. Київ: KM Publishing, 2017. 240 стор. ISBN 978-617-7498-01-7
- Ніл Ґейман. Американські боги. Переклад з англійської: Галина Герасим, Олесь Петік. Київ: KM Publishing. 2017. 696 стор. ISBN 978-617-7498-66-6
- Ніл Ґейман (у співавторстві з Террі Пратчетом). Добрі передвісники. Переклад з англійської: Бурштина Терещенко та Олесь Петік. Київ: KM Publishing. 2018. 450 стор. ISBN 978-966-948-063-7
- Ніл Ґейман. Океан у кінці вулиці. Переклад з англійської: Олесь Петік. Київ: KM Publishing. 2019. 256 стор. ISBN 978-966-948-207-5
- Ніл Ґейман. Дітлахи Анансі. Переклад з англійської: Галина Герасим, Ната Гриценко. Київ: KM Publishing. 2019. 448 стор. ISBN 978-966-948-206-8
- Ніл Ґейман. Сім сестер. Переклад з англійської: TBA. Київ: KM Publishing. 2020. TBA стор. ISBN TBA (очікується до друку)

Адаптації
- Ніл Ґейман. Скандинавська міфологія. Переклад з англійської: Максим Бакалов. Київ: KM Publishing, 2017. 256 стор. ISBN 978-617-7489-97-8

Комікси
- Ніл Ґейман. The Sandman. Пісочний Чоловік. Том 1. Прелюдії й ноктюрни. Пер з англ.: Олена Оксенич. Київ: Рідна мова, 2017. 272 стор. ISBN 978-966-917-212-9 (Комікси DC та Vertigo)
- Ніл Ґейман. The Sandman. Пісочний Чоловік. Том 2. Ляльковий дім. Пер з англ.: Олена Оксенич. Київ: Рідна мова, 2018. 256 стор. ISBN 978-966-917-254-9 (Комікси DC та Vertigo)
- Ніл Ґейман. The Sandman. Пісочний Чоловік. Том 3. Країна снів. Пер з англ.: Олена Оксенич. Київ: Рідна мова, 2019. 184 стор. ISBN 978-966-917-369-0 (Комікси DC та Vertigo)
- Ніл Ґейман. The Sandman. Пісочний Чоловік. Том 4. Пора туману. Пер з англ.: Олена Оксенич. Київ: Рідна мова, 2019. 240 стор. ISBN 978-966-917-374-4 (Комікси DC та Vertigo)
- Ніл Ґейман. The Sandman. Пісочний Чоловік. Том 5. Гра в тебе. Пер з англ.: Олена Оксенич. Київ: Рідна мова, 2020. 208 стор. ISBN 978-966-917-493-2 (Комікси DC та Vertigo)
- Ніл Ґейман. The Sandman. Пісочний Чоловік. Том 6. Притчі і відображення. Пер з англ.: Олена Оксенич. Київ: Рідна мова, 2020. 296 стор. ISBN 978-966-917-534-2 (Комікси DC та Vertigo)
- Ніл Ґейман. The Sandman. Пісочний Чоловік. Том 7. Короткі життя. Пер з англ.: Олена Оксенич. К.: Рідна мова, 2020. 272 стор. ISBN 978-966-917-508-3 (Комікси DC та Vertigo)
- Ніл Ґейман. Вічні. Пер з англ.: Артем Яворський. Хмельницький: Molfar comics, 2019. 240 стор. ISBN 978-966-97908-2-8
- Ніл Ґейман. Marvel 1602. Пер з англ.: Олена Оксенич. MAL'OPUS, 2020. 224 стор. ISBN 978-617-7756-11-7

Дитячі книжки
- Ніл Ґейман. Книга кладовища. Переклад з англійської: Світлана Філатова. Київ: KM Publishing, 2017. 352 стор. ISBN 978-617-7489-24-4
- Ніл Ґейман. Кораліна. Переклад з англійської: Олександр Мокровольський. Київ: KM Publishing, 2016. 192 стор. ISBN 978-966-923-109-3
- Ніл Ґейман. На щастя, молоко. Переклад з англійської: Бурштина Терещенко. Київ: KM Publishing. 2018. 160 стор. ISBN 978-966-948-004-0
- Ніл Ґейман. Цинамон. Переклад з англійської: Богдана Романцова та Ніка Чулаєвська. (переглянути на сайті журналу «Всесвіт»)

Статті та есе
- Ніл Ґейман. Як розмовляти з дівчатами на вечірках. Переклад з англійської: Богдана Романцова та Ніка Чулаєвська. (переглянути на сайті журналу «Всесвіт»)
- Ніл Ґейман Чому майбутнє залежить від бібліотек, читання та уяви? Переклад Валентини Васильченко. (переглянути на сайті Букмоль)